# リバー級潜水艦
リバー級潜水艦（りばーきゅうせんすいかん、River-class submarine）は、1930年代にイギリス海軍が建造した潜水艦。全艦が河川に由来する名前を持っていたのでこの名がある。1番艦の「テムズ」をネームシップとしてテムズ級潜水艦（Thames-class submarine）とも呼ばれる。

## 設計
リバー級は、K級潜水艦の後継となる艦隊型潜水艦として1929年度、1931年度、1932年度計画で建造された艦級である。艦隊決戦時、艦隊に随伴できるように浮上航行速力25ノット以上を目標に設計され、高速性を追求して5,000馬力の大出力過給ディーゼルエンジンを2基搭載した。
実際は目標を若干下回ったものの、1番艦「テムズ」は22.5ノットを発揮し、同時期に竣工した日本海軍の海大VI型と並ぶ性能を持った。しかしながら、既にこの頃になると列強の新型戦艦が30ノット代に達する見込みとなったため、イギリス海軍は本級以降の艦隊型潜水艦建造を断念することとなった。それを受けて、本級も当初計画されていた20隻から大幅に削減され3隻のみの建造となり、イギリス海軍における最後の艦隊型潜水艦となった。
建造が遅かった2番艦「セヴァーン」と3番艦「クライド」は艦形が若干大型化しており、「テムズ」とは要目に違いがある。3隻とも艦体は複殻式を採用しているが、高速発揮のための軽量化として設計潜水深度では妥協がなされ、耐圧外殻の肉厚をオーディン級潜水艦の35LB/in2から25LB/in2へ減じている。
本級は上部構造が大きいため荒天時の浮上航行における安定性に難があった。一方、溶接型燃料タンクを採用したことで、リベット接合の従来艦と異なり位置暴露につながる燃料漏出を生じにくい点は好評を得た。
本級は機関部の大型化により後部魚雷発射管を設けることができなかったため、発射管の門数は前部の6門のみとなっている。備砲は、「テムズ」のみ4.7インチ（12cm）単装砲を装備し、「セヴァーン」と「クライド」は4インチ（10.2cm）単装砲を装備した。「テムズ」も1935年に4インチ単装砲に換装している。

## 戦歴
第二次世界大戦において、本級は当初北海や地中海で運用され、さらに1944年以降は極東で活動に従事した。本級は当初構想されていた艦隊決戦に投入されることは全くなく、通常の潜水艦として用いられた。航続距離の長さを生かして船団護衛任務に用いられたほか、「クライド」はマルタ攻囲戦中のマルタ島へ複数の輸送任務に用いられている（「魔法の絨毯」任務）。
本級のうち1940年に「テムズ」が戦没し、戦争を生き残った「セヴァーン」と「クライド」も戦後まもなく解体されている。

## 艦名一覧
全艦がバロー＝イン＝ファーネスのヴィッカース・アームストロングで建造された。
| 艦名       | ペナントナンバー | 建造所                         | 竣工          | 最期                                                        |
| ---------- | ---------------- | ------------------------------ | ------------- | ----------------------------------------------------------- |
| テムズ     | N71              | ヴィッカース・アームストロング | 1932年9月14日 | 1940年7月23日にノルウェー沖で触雷沈没したと推定されている。 |
| セヴァーン | N57              | ヴィッカース・アームストロング | 1935年1月12日 | 1946年解体。                                                |
| クライド   | N12              | ヴィッカース・アームストロング | 1935年4月12日 | 1946年解体。                                                |